# Derek Barton
Derek Harold Richard Barton (ur. 8 września 1918 w Gravesend, Kent, Anglia, zm. 16 marca 1998 w College Station, Teksas, USA) – chemik brytyjski, laureat Nagrody Nobla z dziedziny chemii w roku 1969 za badanie wpływu stereochemii na szybkość reakcji chemicznych i za wkład w rozwój analizy konformacyjnej i jej zastosowanie w chemii.
W latach 1953–1955 profesor Uniwersytetu Londyńskiego, następnie w latach 1955–1957 Uniwersytetu w Glasgow, 1957–1970 Imperial College London. Członek Royal Society oraz innych akademii nauk i towarzystw naukowych.
Prowadził prace m.in. z dziedziny biosyntezy steroidów i terpenów, badał także ich właściwości fizyczne i chemiczne. Zajmował się też zagadnieniami z chemii fizycznej i teoretycznej, fotochemii. Był współtwórcą teorii biogenezy alkaloidów i terpenów. W 1950 roku wraz z Oddem Hasselem zapoczątkował analizę konformacyjną. Zastosował ją do badań zależności między strukturą konformeru danego związku a jego reaktywnością i właściwościami fizycznymi. Swoje badania prowadził na steroidach, terpenach, alkaloidach oraz cykloheksanie (był to związek wzorcowy). W 1960 odkrył reakcję (tzw. reakcja Bartona), która ułatwia syntezę hormonu aldosteronu (reakcja polega na zastosowaniu fotolizy azotynów). W 1975 odkrył reakcję wolnorodnikowej deoksygenacji II-rzędowych alkoholi (reakcja Bartona-McCombiego). Reakcja ta została wykorzystana w syntezie antybiotyków aminoglikozydowych. Pod koniec życia zajmował się selektywnym utlenianiem węglowodorów nasyconych.